# Maizery
Maizery korábbi község Franciaországban, Moselle megyében. Lakosainak száma 181 fő (2018. január 1.). Maizery Colligny, Courcelles-Chaussy, Ogy, Retonfey és Silly-sur-Nied községekkel határos.
2016. június 1-jén  Colligny korábbi községgel egyesült és az így létrejött Colligny-Maizery új község része lett.

## Népesség
A település népességének változása:
| Lakosok száma | 35   | 50   | 58   | 80   | 127  | 175  | 201  | 197  | 182  | 181  |
|               | 1962 | 1968 | 1982 | 1990 | 1999 | 2008 | 2011 | 2013 | 2017 | 2018 |